# فرودگاه منطقه‌ای شهرستان ماریون
فرودگاه منطقه‌ای شهرستان ماریون (به انگلیسی: Marion County Regional Airport) یک فرودگاه همگانی بهره‌برداری هوایی با کد یاتا FLP است که یک باند فرود آسفالت دارد و طول باند آن ۱۵۲۴ متر است. این فرودگاه در کشور ایالات متحده آمریکا قرار دارد و در ارتفاع ۲۱۹ متری از سطح دریا واقع شده‌است.